# Anucha Chaiwong
Anucha Chaiwong (thailändisch อนุชา ไชยวงค์, * 18. März 1985 in Chiangmai) ist ein ehemaliger thailändischer Fußballspieler und heutiger Trainer.

## Karriere

### Spieler
Anucha Chaiwong stand von 2007 bis 2008 bei Buriram United unter Vertrag. Der Verein aus Buriram spielte in der ersten Liga des Landes, der Thai Premier League. 2008 feierte er mit Buriram die thailändische Fußballmeisterschaft. 2009 wechselte er für zwei Jahre zum Ligakonkurrenten Thailand Tobacco Monopoly FC. Die Saison 2011 stand er beim Zweitligisten Chiangmai FC unter Vertrag. Mit dem Verein aus seiner Geburtsstadt Chiangmai spielte er in der Thai Premier League Division 1. Am Ende der Saison musste er mit Chiangmai in die dritte Liga absteigen. Nach dem Abstieg verließ er den Verein und schloss sich für eine Saison dem Drittligisten Lamphun Warrior FC aus Lamphun an. Von 2013 stand er beim Drittligisten Hua Hin City FC in Hua Hin unter Vertrag. Der Verein spielte in der Central/Western Region der dritten Liga. 2013 wurde er mit Hua Hin Meister der Region. Die Rückserie 2015 wurde er von Hua Hin an den Erstligisten TOT SC nach Bangkok ausgeliehen. Für TOT absolvierte er acht Erstligaspiele. Der Drittligist Nan FC, der in der Northern Region spielte, verpflichtete ihn Anfang 2016. Nach der Ligareform 2017 wurde der Verein der vierten Liga, der Thai League 4, zugeteilt. Hier trat man ebenfalls in der Northern Region an. Die Saison 2018 spielte er in Ayutthaya beim Drittligisten Ayutthaya FC. Der Klub trat in der Upper Region der neugeschaffenen Thai League 3 an. Von 2019 bis 2020 pausierte er. Von Januar 2021 bis April 2021 spielte er wieder bei seinem ehemaligen Verein Nan FC. Von Mai 2021 bis Dezember 2023 pausierte er wieder. Seine letzte Station war der Chiangmai United FC. Hier stand er die Rückrunde 2023/24 unter Vertrag. Bei dem Zweitligisten kam er jedoch nicht zum Einsatz. Im Sommer 2024 beendete er seine Karriere als Fußballspieler.

### Trainer
Bereits Ende Juni 2023 übernahm er, als er noch für den Chiangmai United FC als Spieler unter Vertrag stand, das Amt des Co-Trainers bei Chiangmai United. Nach der Entlassung von Jeffrén am 10. September 2024 übernahm er am 20. September 2024 das Amt als Cheftrainer bei Chiangmai.

## Erfolge
Buriram United
- Thai Premier League: 2008

Hua Hin City FC
- Regional League Division 2 – Central/West: 2013